# Зрманя (Грачаць)
Зрманя (хорв. Zrmanja) — населений пункт у Хорватії, у Задарській жупанії у складі громади Грачаць.

## Населення
Населення за даними перепису 2011 року становило 21 осіб.
Динаміка чисельності населення поселення: